# 赫里斯托·马尔科夫
赫里斯托·马尔科夫（1965年1月27日—），保加利亚男子田径运动员。他曾代表保加利亚参加1988年和1992年夏季奥林匹克运动会田径比赛，其中1988年奥运会获得一枚金牌。